# Кампо Лигуре
Ка̀мпо Лѝгуре (на италиански: Campo Ligure; на лигурски: Canpo, Канпо) е малко градче и община в Северна Италия, провинция Генуа, регион Лигурия. Разположено е на 342 m надморска височина. Населението на общината е 3033 души (към 2011 г.).